# Chrysobothris speculifer
Chrysobothris speculifer är en skalbaggsart som beskrevs av Horn 1886. Chrysobothris speculifer ingår i släktet Chrysobothris och familjen praktbaggar. Inga underarter finns listade i Catalogue of Life.